# Église Notre-Dame-de-l'Assomption de Conflans (Albertville)
Pour les articles homonymes, voir Notre-Dame-de-l'Assomption.
L'église Notre-Dame-de-l'Assomption ou église Saint-Grat est une église située en France à Conflans, dans la commune d'Albertville, dans le département de la Savoie en région Auvergne-Rhône-Alpes.
Cette église de style baroque et néo-classique des XVIIIe siècle et XIXe siècle est dédiée à l'Assomption de Marie et à saint Grat d'Aoste (évêque d'Aoste au Ve siècle, et saint patron de Conflans).
Elle fait l'objet d'une inscription au titre des monuments historiques depuis le 3 octobre 1989.

## Historique
La paroisse du Ve siècle de l'ancien bourg fortifié de Conflans, des hauteurs d'Albertville, baptisé Porte de Savoie ou Porte de France, se situe à l'ancienne frontière entre la France et l'Italie, sur la voie romaine Alpis Graia qui relie la capitale de la Gaule romaine (Lyon / Lugdunum) à Rome (Rome antique / Empire romain / États pontificaux), via Vienne, Albertville, col du Petit-Saint-Bernard, Vallée d'Aoste, Milan, Florence...

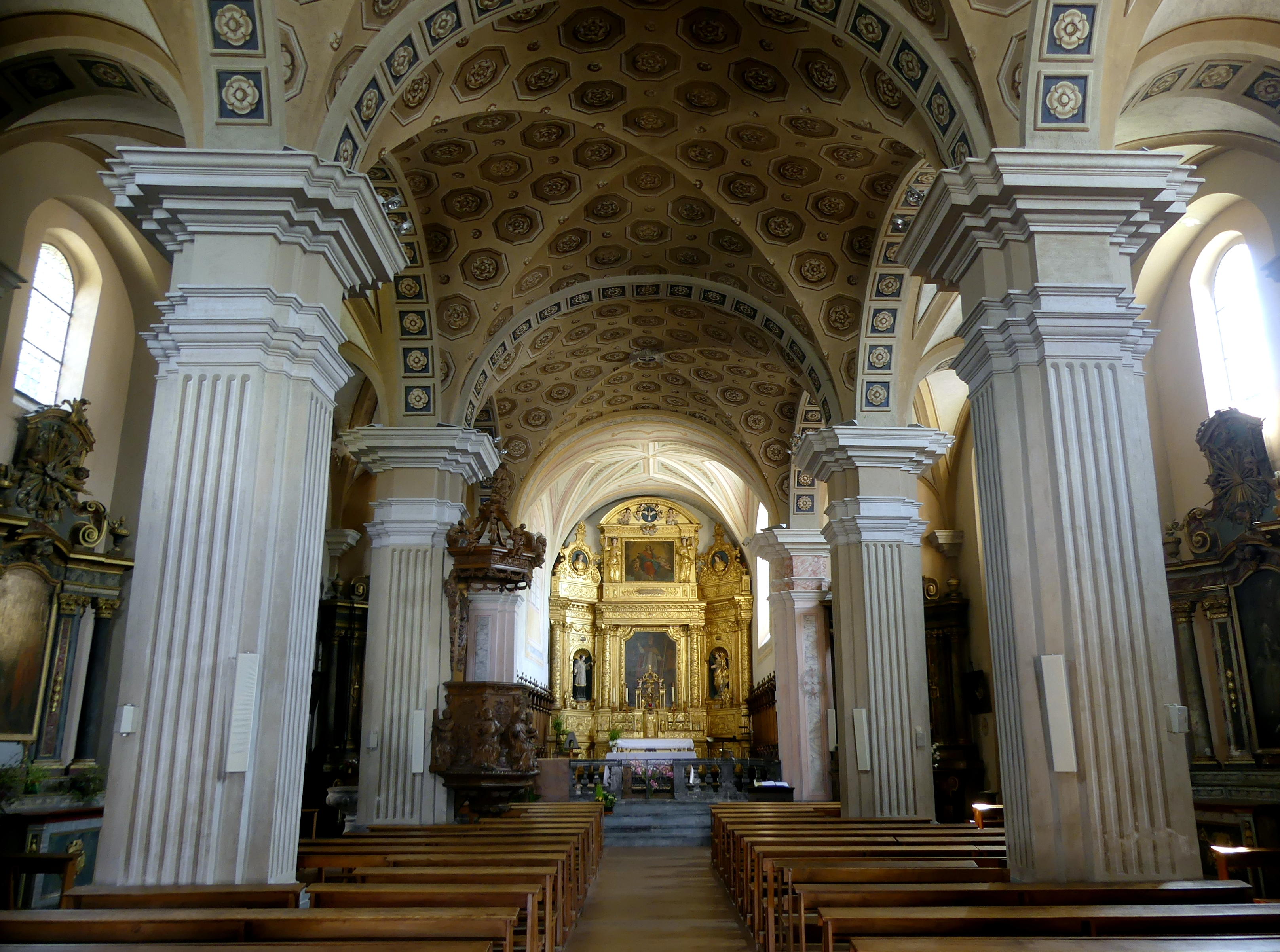
Nef et chœur.
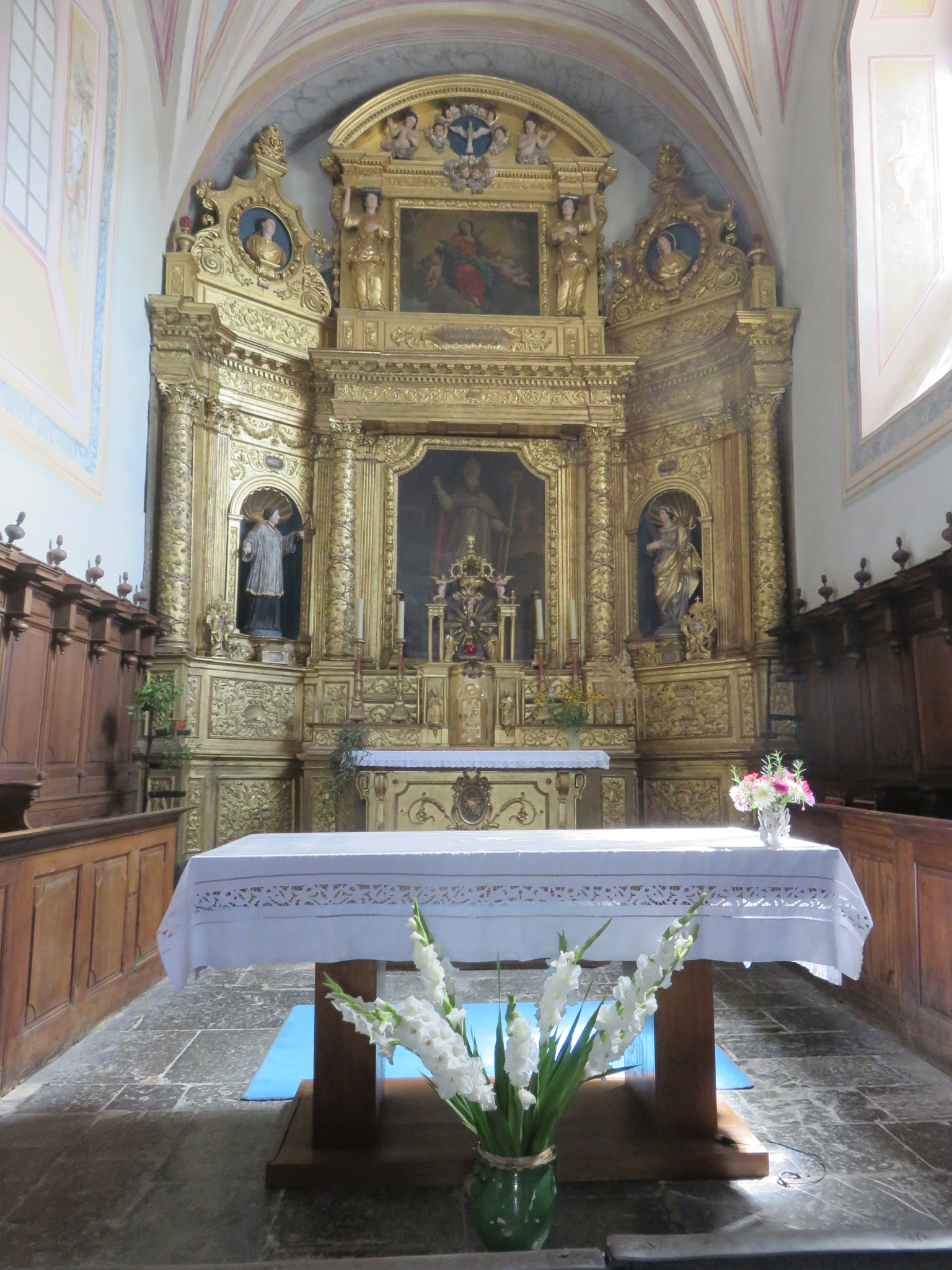
Retable.
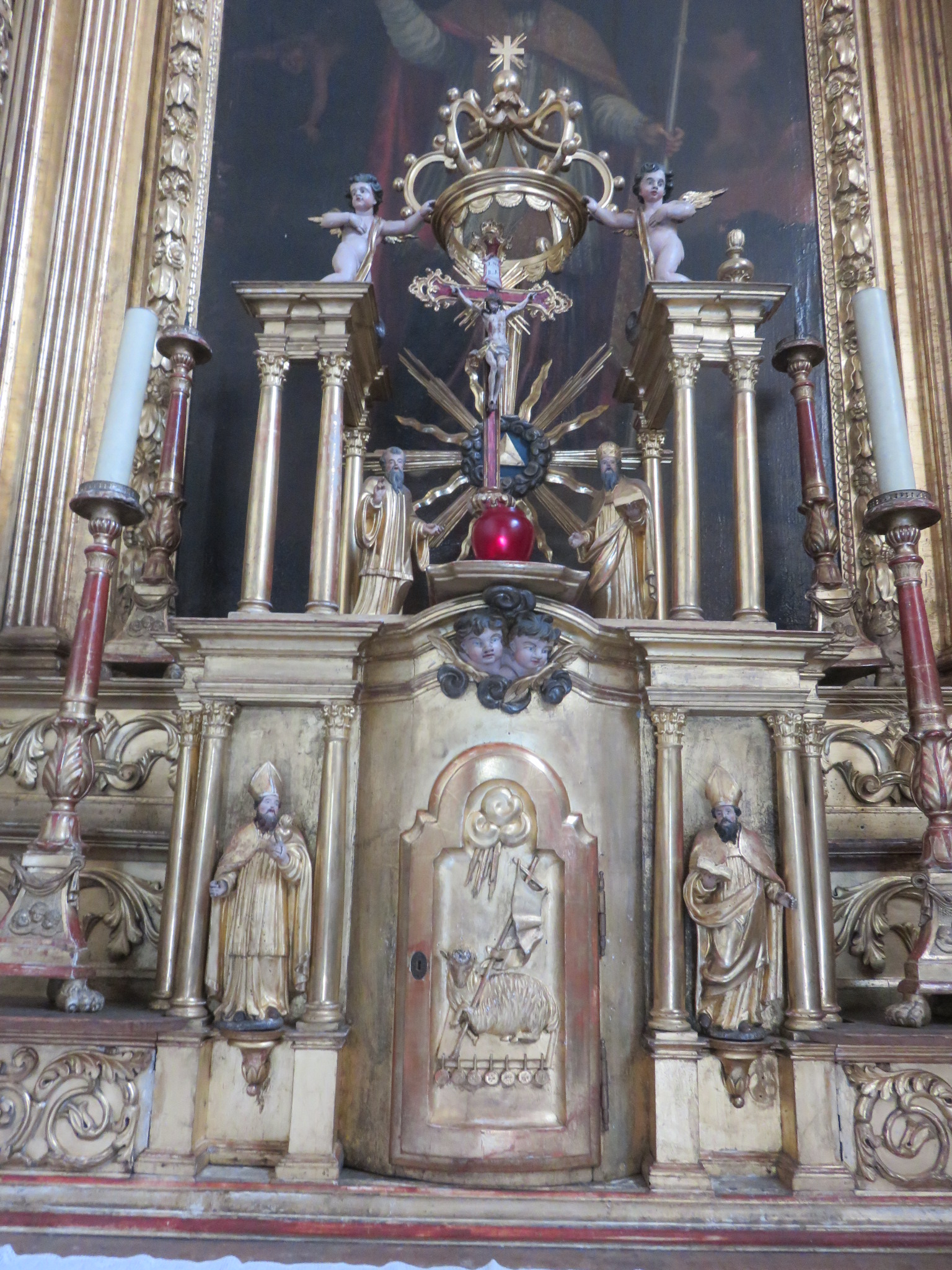
Tabernacle.
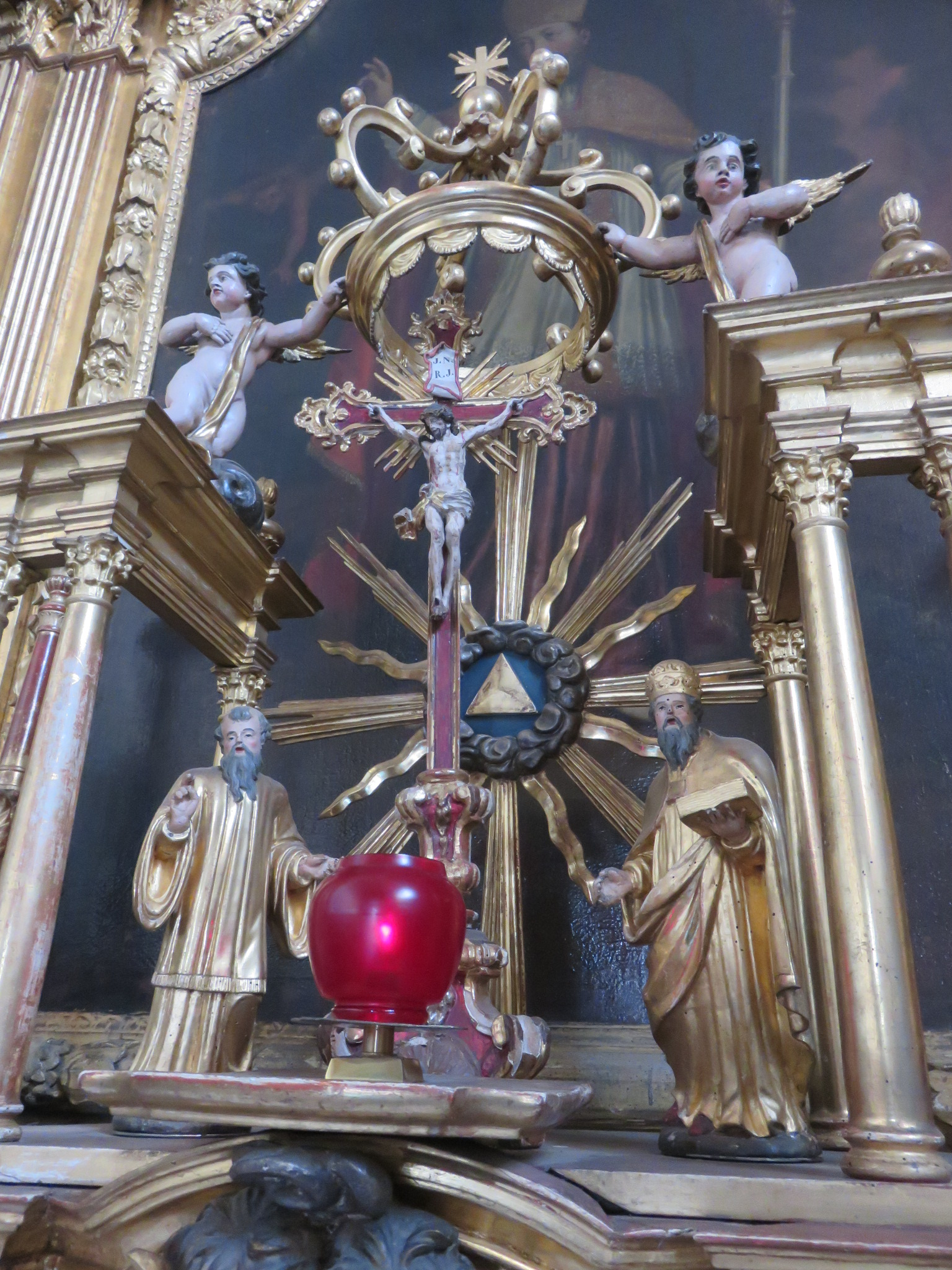
Art chrétien.

La première mention de la paroisse de Conflans date de 1014. En effet, dans un acte, le roi de Bourgogne (Bourgogne Transjurane), Rodolphe III, donne à sa femme Ermengarde différentes églises situées dans le comté de Savoie dont l'église Sainte-Marie de Conflans,.

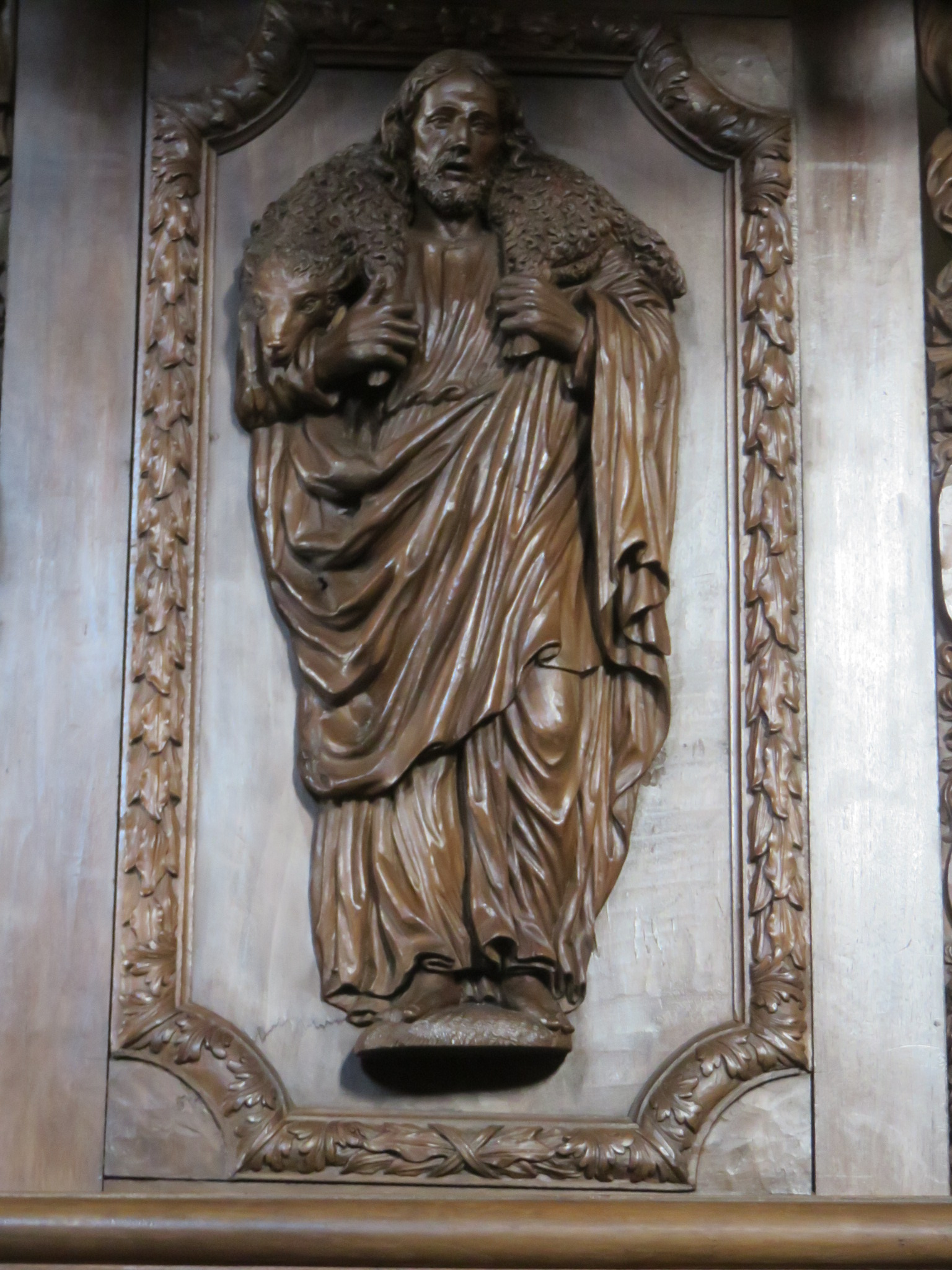
Le Christ berger.
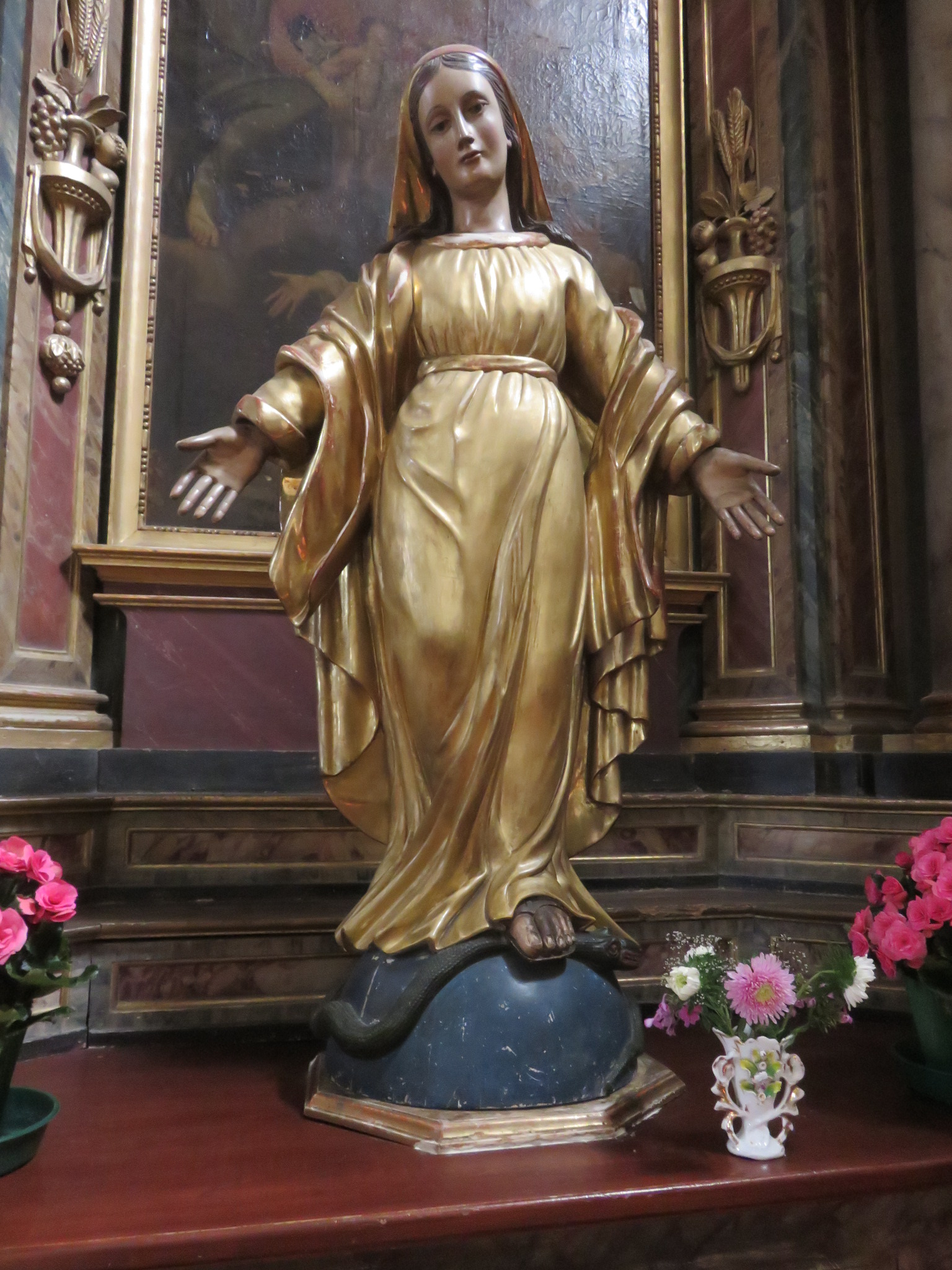
Marie, écrasant le Diable.
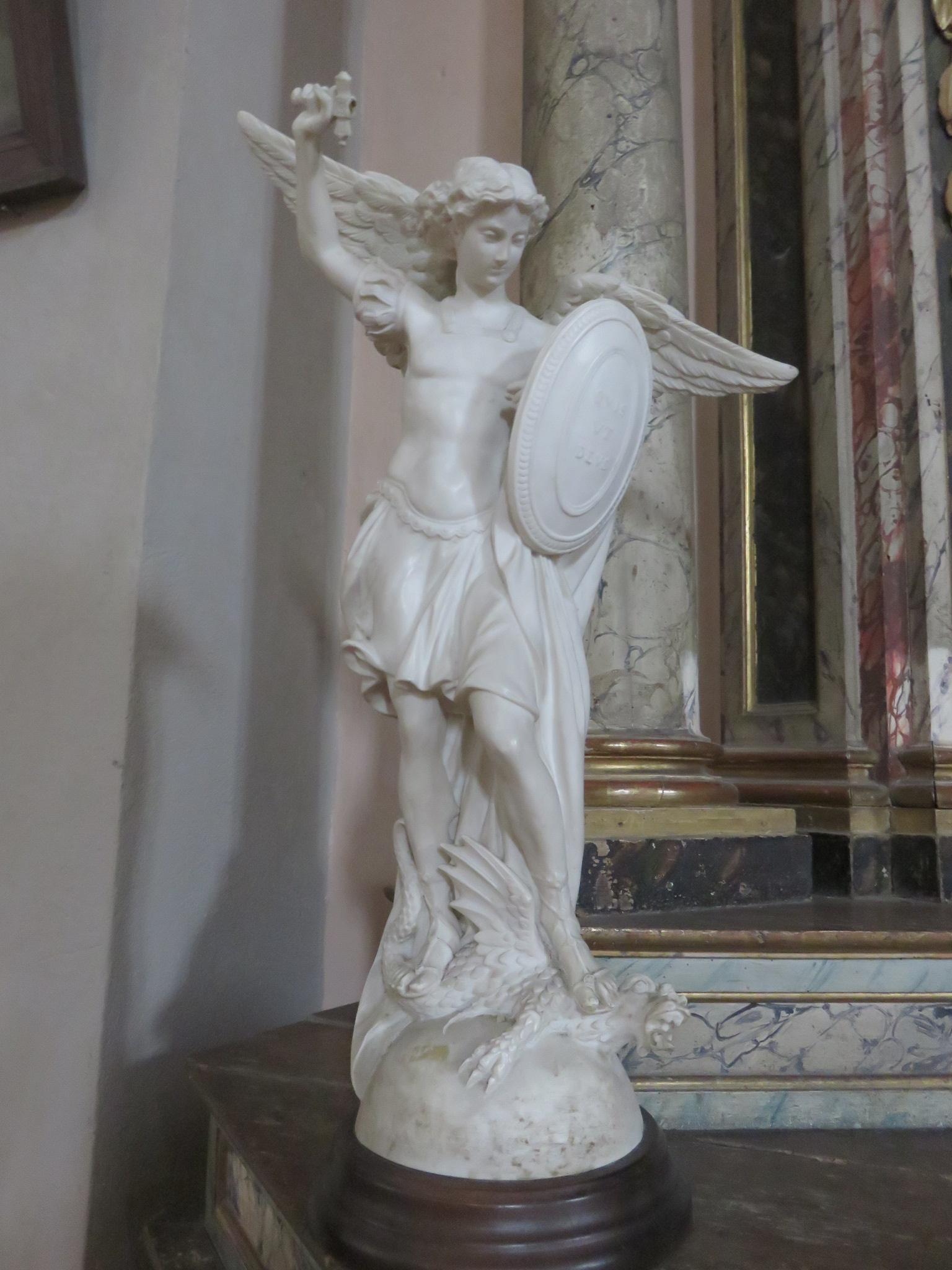
L'archange Michel.
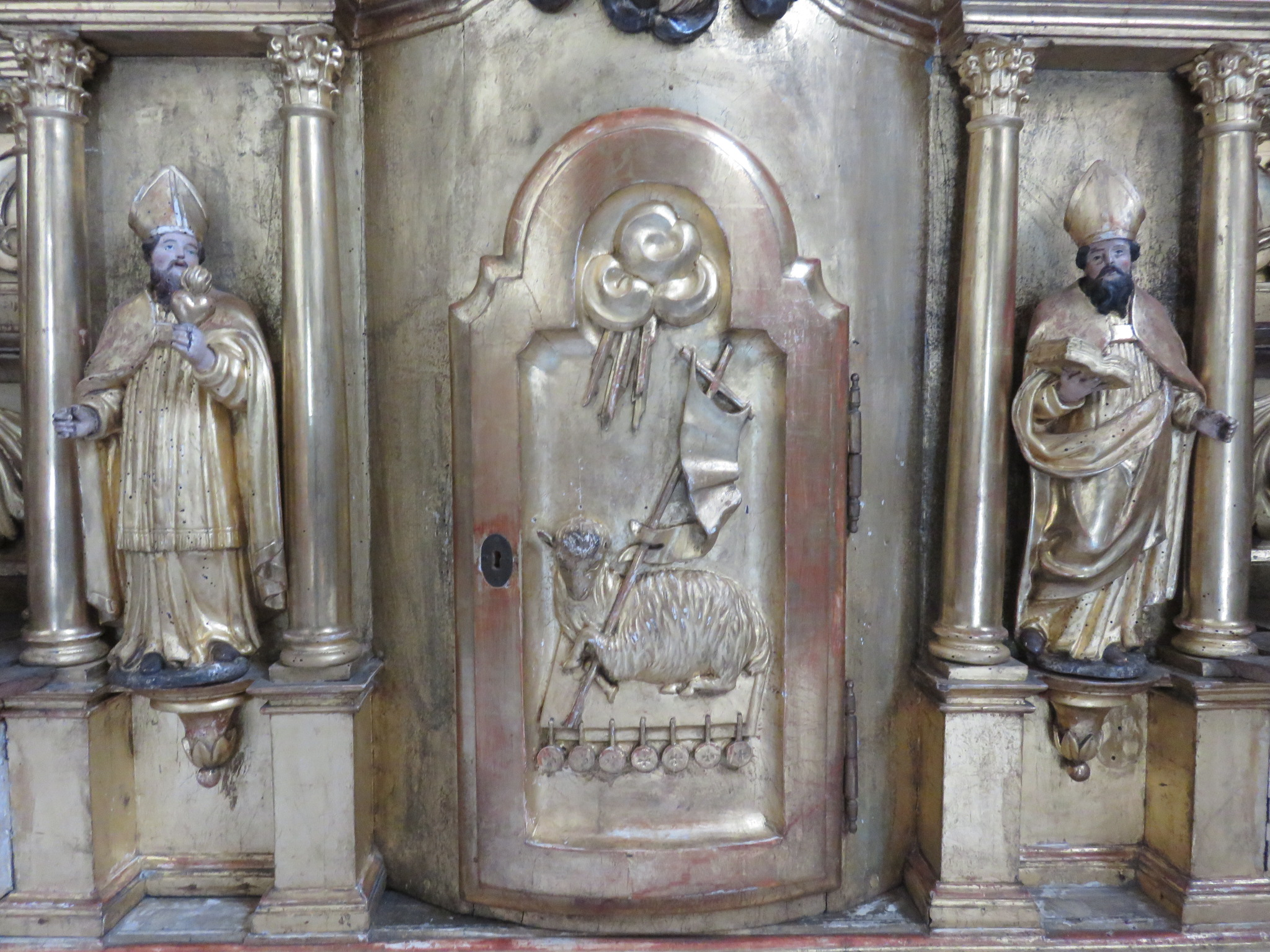
Agnus Dei (agneau de Dieu).

En 1632 l'édifice est détruit par un incendie. Réparée provisoirement, l'église est reconstruite à même la roche, en plus grande taille, entre 1701 et 1720, avec un changement d'orientation, en art baroque savoyard néo-classique.
Après un prix-fait du 15 mars 1701 établi à Moûtiers au palais de l’archevêque, c'est l'Honorable Félix Michel, maître architecte de Pussy La Léchère, qui reconstruit l’église de Conflans en compagnie de ses collègues Albert Chiesaz, et de l'Honorable Pierre Jean Coterlaz, de la paroisse de Tournon, tous trois maîtres architectes et maçons.

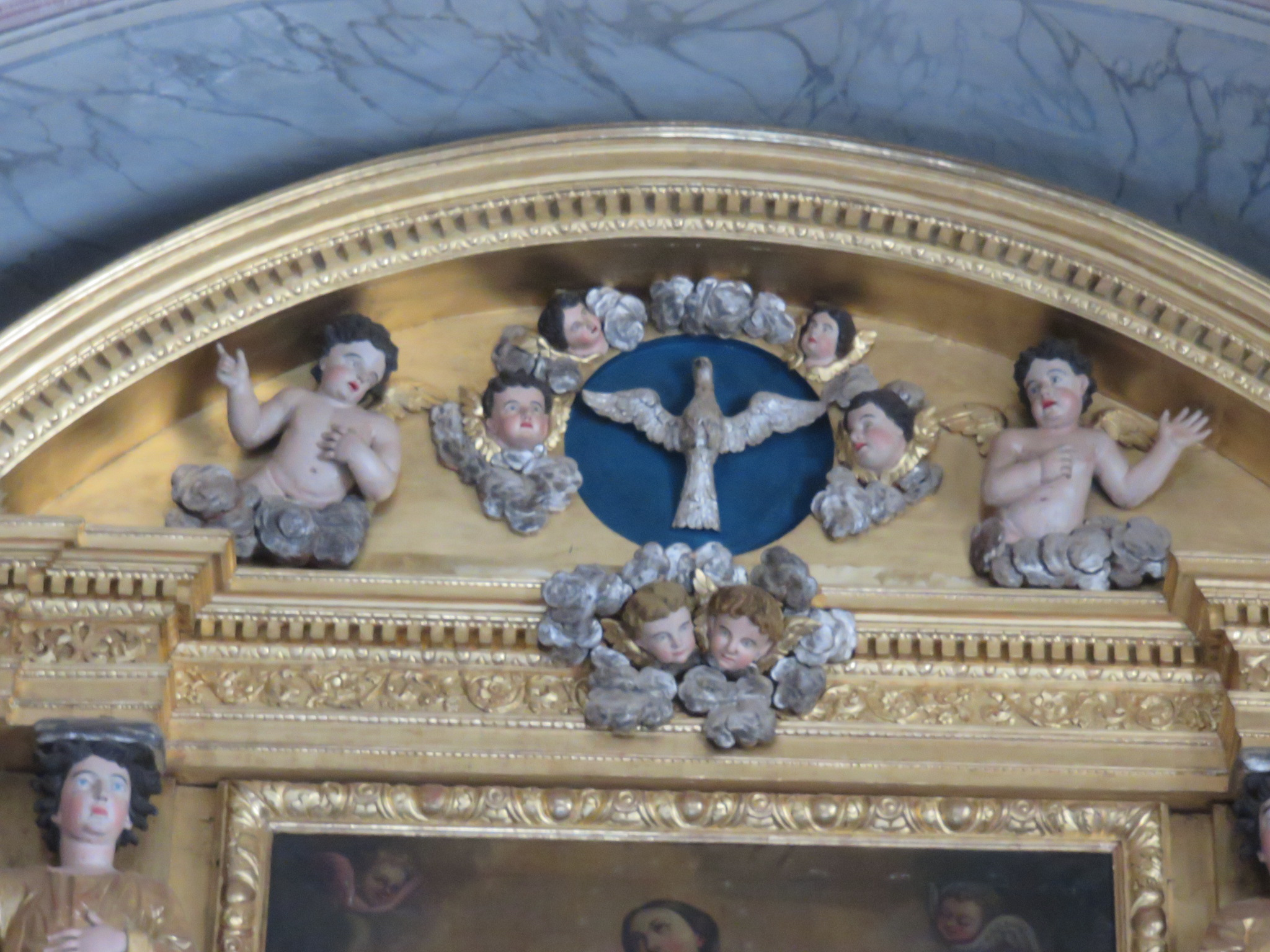
Le Saint-Esprit.
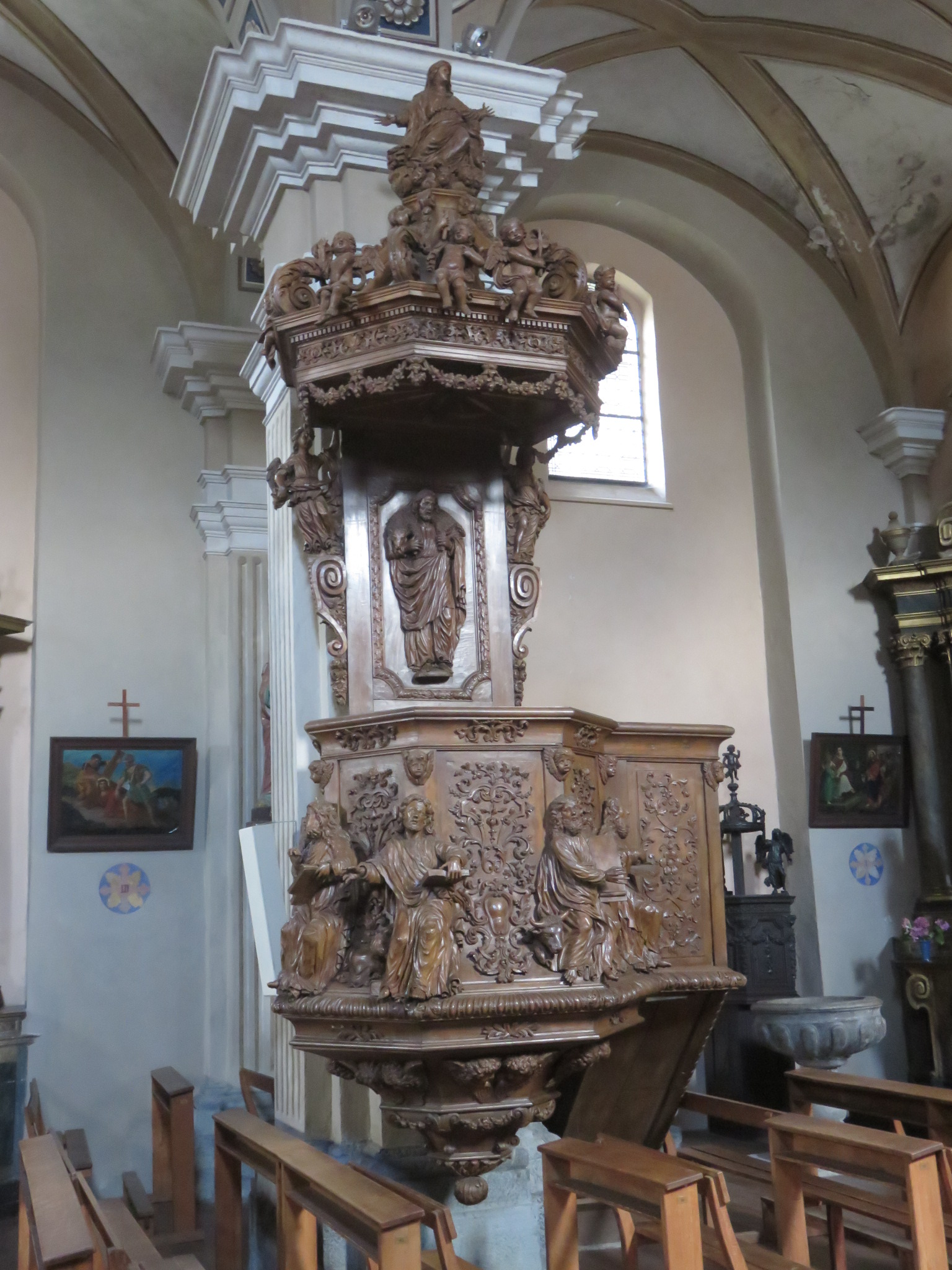
Chaire.
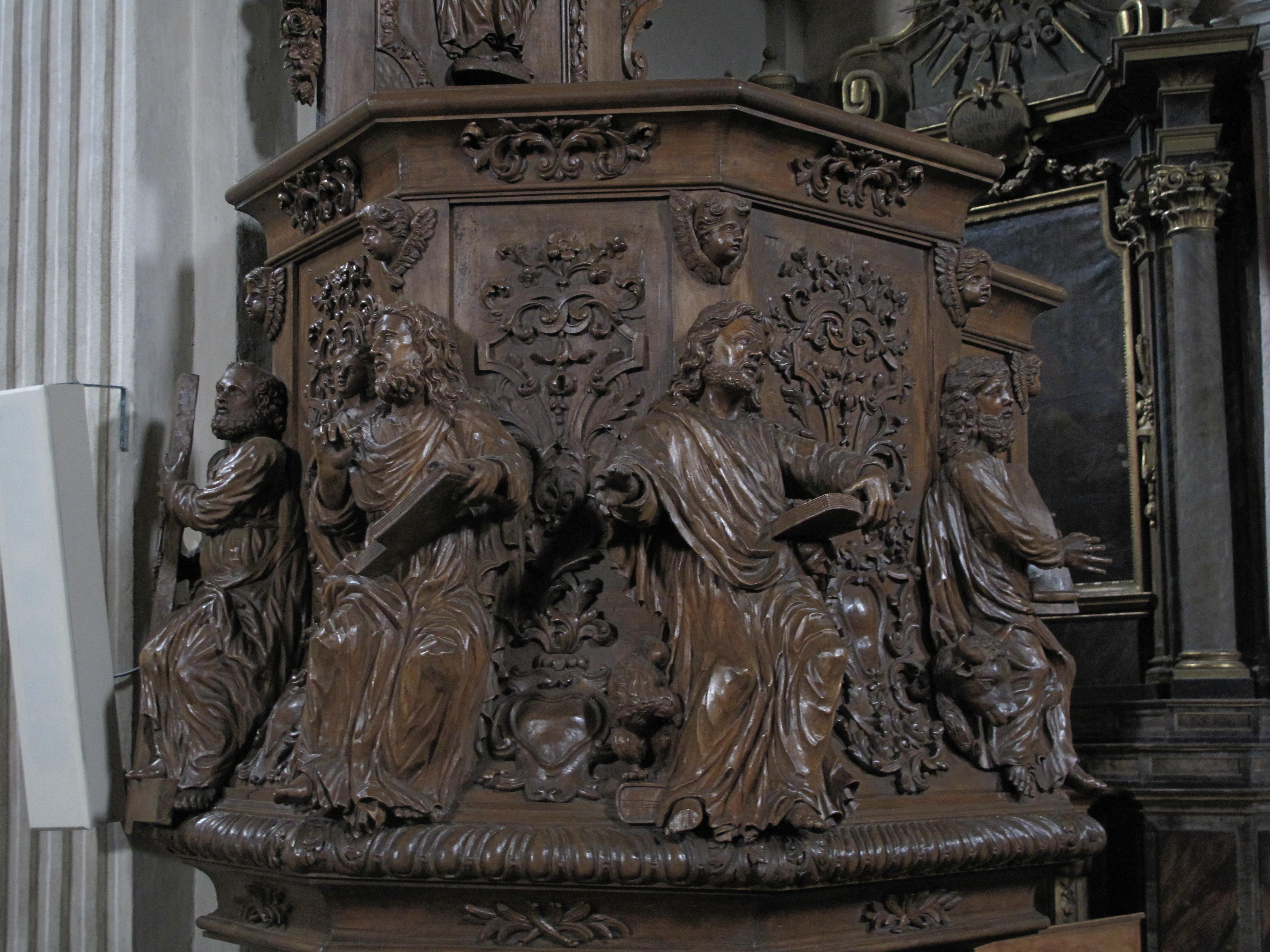
Les quatre évangélistes.
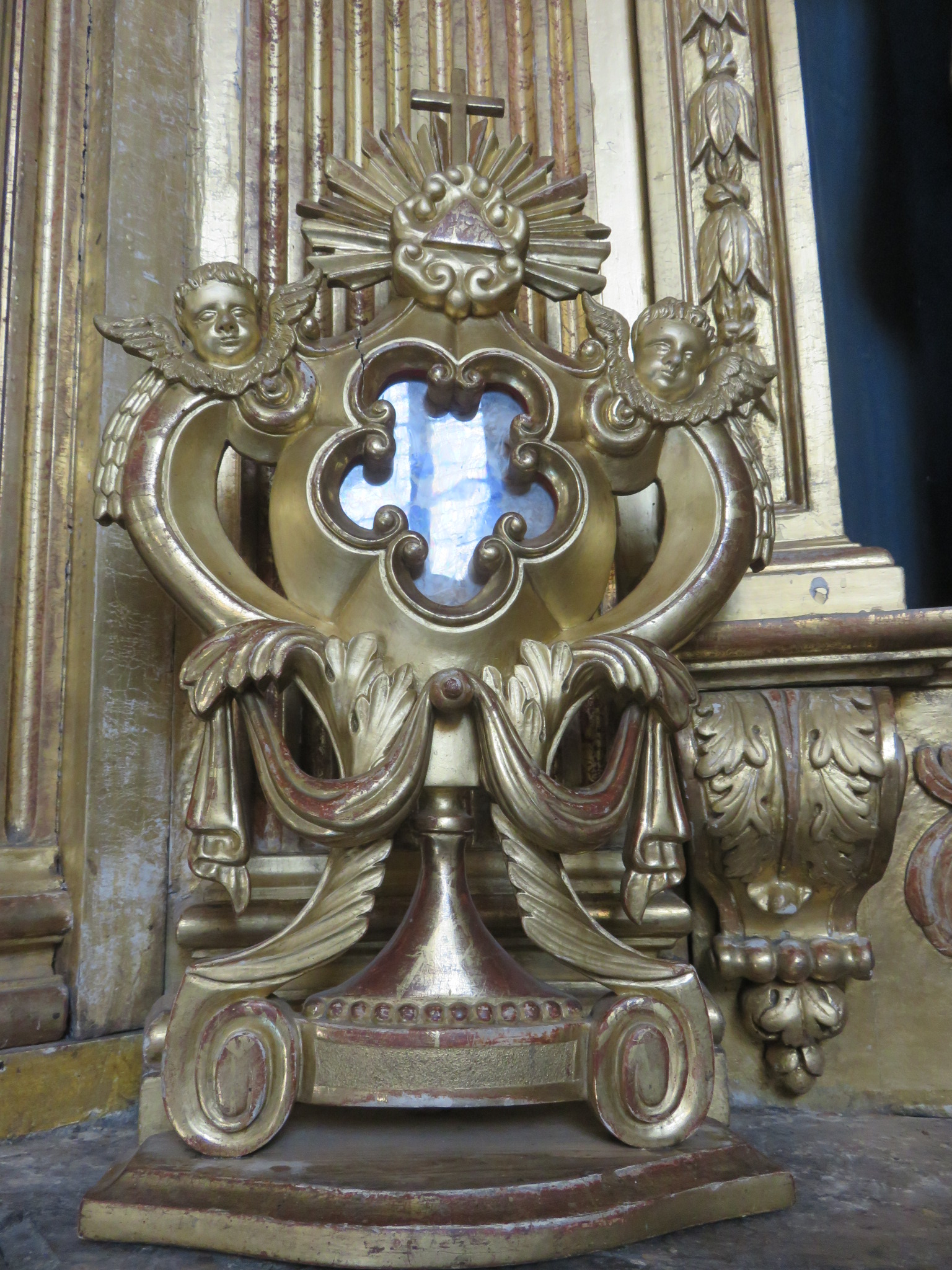
Reliquaire.

Consacrée en 1716, elle est dédiée à l'Assomption de Marie, et à saint Grat d'Aoste (évêque du Ve siècle de la vallée d'Aoste, et saint patron de Conflans, saint protecteur des récoltes agricoles.
La déchristianisation (Révolution française) lui cause d'importants dégâts. Le clocher est démoli en 1794, et les retables sont démontés. À la suite du concordat de 1801, le clocher est reconstruit à l’identique en 1804, et les retables sont reconstitués après 1815 (voir histoire de la Savoie de 1792 à 1815).
Vers 1850 d'importantes réparations sont entreprises.

## Architecture
Ce chef-d’œuvre d'art baroque savoyard et néo-classique, avec son double clocher à bulbe atypique, est visible depuis tout le vallon d’Albertville. Les quatre cloches (la plus grande baptisée « Bourdon de Conflans » et trois cloches plus petites) résonnent dans tout Albertville.
Le portail est en pilastre avec chapiteaux en ordre toscan. Un décor de fresques en trompe-l'œil, est réalisé sur l'ensemble des façades de l'édifice.
L'architecture intérieure est constituée d'une nef de quatre travées, le tout voûté d'arêtes. Les voûtes de la nef sont ornées de caissons octogonaux à motifs de rosace, et chacun des douze quartiers de la voûte du chœur est décoré de motifs symboliques religieux.
Le riche mobilier est constitué entre autres d'un retable monumental doré à l'or fin de 1708 de Claude-Antoine Marin de Flumet, et d'une chaire en noyer ornée des quatre évangélistes, de Jacques Clerant de 1718. Le tableau de saint Grat a été réalisé par le peintre Béranger.

## Reliquaire
L'église reçoit, en 1432, de l'évêque d'Aoste, Oger Moriset, des reliques de Grat d'Aoste.